# Mòng biển Heermann
Mòng biển Heermann (danh pháp hai phần: Larus heermanni) là một loài mòng biển trong họ Laridae.. Chúng sinh sống ở Hoa Kỳ, México và cực tây nam British Columbia. Trong số dân số khoảng 150.000 cặp, 90% làm tổ ở đảo Isla Rasa ngoài khơi Baja California ở vịnh California, với các đàn nhỏ hơn về phía bắc tận California và về phía nam tận Nayarit. Sau khi phối giống, chúng thường được phân tán đến trung bộ California, và ít phổ biến hơn phía bắc tận British Columbia và phía nam tận Guatemala. Chúng thường được tìm thấy gần bờ biển hoặc ngoài biển, rất hiếm khi sâu trong nội địa.

## Mô tả
Loài này trông khác biệt rõ rệt so với các loài mòng biển khác. Chim trưởng thành có thân vừa màu xám, cánh và duôi màu xám hơi đen với rìa màu trắng, và mỏ đỏ với đầu màu đen. Đầu màu xám sẫm ngoài mùa sinh sản và màu trắng trong mùa sinh sản. Chim chưa trưởng thành tương tự như chim trưởng thành ngoài mùa sinh sản nhưng sẫm màu hơn tối hơn, và mỏ có màu da hoặc màu hồng cho đến mùa đông thứ hai. Một số con, không nhiều hơn một trong 200, có lông chủ yếu màu trắng, tạo thành một điểm sặc sỡ cánh trên.
Loài mòng này làm tổ thành đàn trên mặt đất, giống như nhiều loài mòng biển khác. Mỗi tổ có hai hoặc ba quả trứng. Mòng biển Heermann đôi khi cướp mồi từ chim biển khác, đặc biệt là bồ nông nâu.